# HD 53367
HD 53367是位於星座麒麟座的一個聯星系統。主星在1989年被確定為赫比格Ae/Be星變星。它的伴星，在2006年解析出其光譜，是一顆主序前星，平均分離1.7AU。這個恆星系統嵌入在擴展中的星雲IC 2177中。
聯星HD 53367A是三合星恆星系統RST 3489的一部分，還有一顆估計相離0.6"，光譜類型B1Ve的三合星恆星系統RST 3489的一部分，赫比格Ae/Be星HD 53367B。系統中的所有恆星都屬於恆星形成區CMa OB1星協。蓋亞早期數據發佈 HD 53367A的3個視差值非常不一致，系統可能的距離大約是1,000秒差距，相應地會更加明亮。

## 擴展中的星雲
HD 53367A是一個非常年輕且富含氣體的系統，大部分氣體仍然掩蓋了次要的伴星HD 53367Ab。